# 1966年成文法編正法令
《1966年成文法編正法令》（英語：Statute Law Revision Act 1966；c 5）是英國國會的一項法令。
該法令由《1974年成文法（廢除）法令》第1條及附表第XI部廢除。
該法令對成文法則的廢除（不論屬整個聯合王國還是聯合王國之任何部分）在於1991年7月25日引伸適用於萌島時也被廢除。

## 第2條 - 保留予北愛爾蘭議會的權力
本條由《1973年北愛爾蘭憲法法令》第41(1)條及附表6 （页面存档备份，存于）第I部廢除。